# Liste der Baudenkmäler in Gressenich
Die Liste der Baudenkmäler in Gressenich enthält die denkmalgeschützten Bauwerke auf dem Gebiet von Stolberg (Rheinland)-Gressenich in Nordrhein-Westfalen. Diese Baudenkmäler sind in der Denkmalliste der Stadt Stolberg (Rheinland) eingetragen; Grundlage für die Aufnahme ist das Denkmalschutzgesetz Nordrhein-Westfalen (DSchG NRW).

| Bild                          | Bezeichnung                     | Lage                                         | Beschreibung                                  | Bauzeit | Eingetragen seit | Denkmal- nummer    |
| ----------------------------- | ------------------------------- | -------------------------------------------- | --------------------------------------------- | ------- | ---------------- | ------------------ |
| Gasthaus, Wohnhaus            | Gasthaus, Wohnhaus              | Gressenich Auf der Eiche 1–9 Karte           |                                               |         | 14.02.1986       | 385/8/01/1-9/331   |
| Wohnhaus                      | Wohnhaus                        | Gressenich Auf der Eiche 16 Karte            |                                               |         | 12.07.1989       | 571/8/01/16/649    |
| Wohnhaus                      | Wohnhaus                        | Gressenich Elle 24–26 Karte                  |                                               |         | 22.07.1988       | 538/8/02/24-26/626 |
| Wohnhaus                      | Wohnhaus                        | Gressenich Gracht 27–29 Karte                |                                               |         | 24.09.1985       | 295/8/04/29/303    |
| BW                            | Gutsanlage, Hofanlage, Wohnhaus | Gressenich Gut Köttenich 1 Karte             |                                               |         | 15.02.1985       | 245/8/05/-/300     |
| weitere Bilder                | Kreuzwegstationen 2–7           | Gressenich Köttenicher Weg Karte             | aus Anlass eines schweren Erdbebens errichtet | 1755    | 23.09.1987       | 492/8/05/-/311     |
| weitere Bilder                | Kreuzwegstation 1               | Gressenich Römerstr. Karte                   | aus Anlass eines schweren Erdbebens errichtet | 1755    | 23.09.1987       | 503/8/07/57/312    |
| Wohnhaus                      | Wohnhaus                        | Gressenich Römerstr. 4–6 Karte               |                                               |         | 20.01.1986       | 315/8/07/4-6/26    |
| Bruchsteinhofanlage, Wohnhaus | Bruchsteinhofanlage, Wohnhaus   | Gressenich Römerstr. 57 Karte                |                                               |         | 04.09.1984       | 164/8/07/57/292    |
| Wohnhaus                      | Wohnhaus                        | Gressenich Rottstr. 4 Karte                  |                                               |         | 16.10.1985       | 317/8/08/4/55      |
| Bruchsteinbau, Ursula-Kapelle | Bruchsteinbau, Ursula-Kapelle   | Gressenich Rottstraße (Ursula-Kapelle) Karte |                                               |         | 23.06.1986       | 412/8/08/-/447     |
| Wohn- und Geschäftsgebäude    | Wohn- und Geschäftsgebäude      | Gressenich Schevenhütter Str. 1 Karte        |                                               |         | 28.11.1985       | 331/8/09/1/373     |